# Francisco de Paula del Villar y Lozano

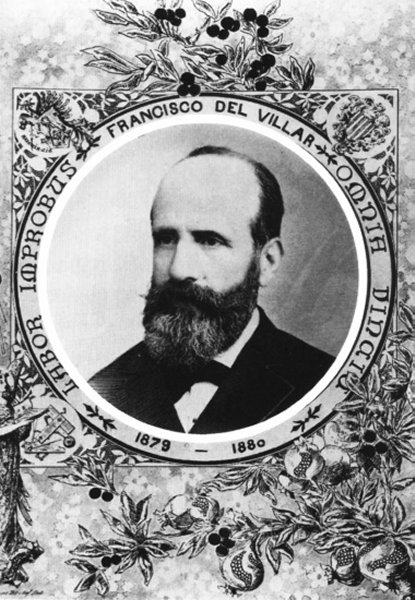
Francisco de Paula del Villar y Lozano.

Francisco de Paula del Villar y Lozano (Murcia, 1828 – Barcellona, 1901) è stato un architetto spagnolo.

## Biografia
Studiò presso la Real Academia de Bellas Artes de San Fernando di Madrid, conseguendo il diploma di architetto nel 1852.
Nel 1854 progettò diversi ospedali per gli ammalati colpiti dal colera. Fu bibliotecario dell'Academia Provincial de Bellas Artes, corrispondente di quella di San Fernando, membro de la Comisión Provincial de Monumentos, presidente dell'Asociación de Arquitectos e direttore dell'Escuela Superior de Arquitectura.
Come architetto diocesano, incarico che svolse dal 1874 al 1892, anno in cui gli successe in questa attività il figlio Francisco de Paula del Villar y Carmona, restaurò la chiesa di Santa María del Pí, quella di Santa Maria de Vilafranca e la Casa de Misericordia.

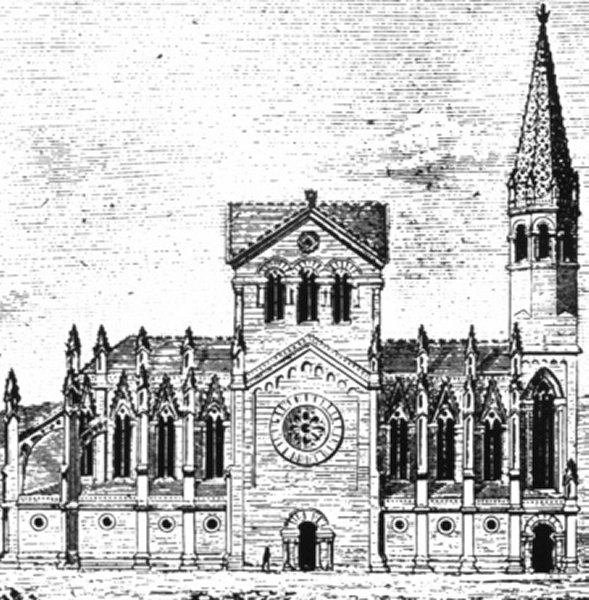
Progetto di Francisco del Villar per la Sagrada Família.

Nel 1877 ottenne dall'Asociación de Devotos de San José l'incarico di costruire la chiesa della Sagrada Família.
Villar concepì per essa un progetto neogotico; nel 1883 abbandonò il progetto per contrasti con Joan Martorell, architetto di Josep Maria Bocabella, presidente dell'Asociación de Devotos de San José e promotore del progetto, incarico che fu assunto, poi, da Antoni Gaudí che ne fece il proprio capolavoro architettonico.